# كلوديا بارث
كلوديا بارث (بالألمانية: Claudia Barth)‏ هي مجدفة ألمانية، ولدت في 28 يناير 1975 في أولم في ألمانيا.

## وصلات خارجية
- كلوديا بارث على موقع الاتحاد الدولي للتجديف (الإنجليزية)
- كلوديا بارث على موقع اللجنة الأولمبية الدولية (الإنجليزية)
- كلوديا بارث على موقع أوليمبيديا (الإنجليزية)